# Armand Björkman
Bengt Armand Björkman, född 3 december 1932 i Uppsala, död 4 oktober 2016 i Västra Frölunda, var en svensk arkitekt. 
Björkman, som var son till Bengt Björkman och Annalisa Eriksson, utexaminerades från Chalmers tekniska högskola 1956. Han var verksam vid White arkitekter AB från 1957, även delägare i detta företag och blev professor i arkitektur vid Chalmers tekniska högskola 1980. Han invaldes som ledamot av Kungliga Akademien för de fria konsterna 1984. 
Bland Björkmans verk märks projekt för långvård och psykiatri. Han ritade bland annat Strömmensbergs sjukhus och en ombyggnad av Sankt Jörgens sjukhus. Han deltog även i Whites arbete med radio-TV-huset  i Göteborg ("Synvillan"), Östra Nordstaden i Göteborg, Angered Centrum i Göteborg, Folkets hus med konsertsal i Linköping och bostäder på Lindholmen i Göteborg. 
Han medverkande som arkitekt i flera prisbelönade projekt. I Göteborg mottog projekten Sankt Jörgens sjukhus (1977), Angered Centrum (1979), kvarteret Mjölnaren (1985), bostadshus på Lindholmen (1994) och ombyggnaden av fryshuset (2003) pris ur Per och Alma Olssons fond för årets bästa byggnad.
Han utgav Skisser och sånt (1988).
Björkman är begravd på Kvibergs kyrkogård i Göteborg.